# Escurial (Ghelderode)
 (mai 2011).
Si vous disposez d'ouvrages ou d'articles de référence ou si vous connaissez des sites web de qualité traitant du thème abordé ici, merci de compléter l'article en donnant les références utiles à sa vérifiabilité et en les liant à la section « Notes et références ».
Pour les articles homonymes, voir Escurial (homonymie).
Escurial est un drame en un acte écrit par Michel de Ghelderode en 1927 et créé le 12 janvier 1929. On ne peut nier la parenté qui existe entre cette mise en scène ghelderodienne de la folie, du pouvoir vain et de la mort avec la pensée d'Antonin Artaud transcrite dans son essai Le théâtre et son double. Comme l'ont démontré plusieurs analyses comme celle d'Eléonore Quinaux (2024), ce sont trois formes de folies qui se jouent dans ce huis clos (celle de Folial qui s'imagine passer de dominant à dominé; celle du roi dont le pouvoir est vain; celle de tout humain qui pense pouvoir être maître de son existence alors que nous appartenons tous à la même trame funeste).
Cette pièce prend pleinement place dans le théâtre de la cruauté où le public doit ressentir le mal-être profond du monde à travers le miroir qu'est la scène. Ici, les spectateurs peuvent se sentir oppressés par le retentissement frénétique des cloches et les cris aigus des chiens, annonciateurs de la mort toute proche de la reine dont les répliques sous-entendent que le roi lui-même l'aurait empoisonnée.
Il s'agit donc d'un huis clos entre un roi et son bouffon sous un mode dichotomique de nature hégélienne, puisque ces derniers décident d'échanger, pour un moment, leur rôle de dominant et de dominé. Conformément au théâtre de Ghelderode, ce petit drame dispose de très peu de didascalies pour laisser la liberté à tout futur metteur en scène d'interpréter le jeu tel qu'il le souhaite.

## Personnages
- Le roi;
- Folial, le bouffon;
- Le moine;
- Le bourreau;
- La reine agonisante.

## Argument de la pièce
Un roi fou, enfermé avec son bouffon dans son palais décrépit, attend la mort d'une reine agonisante. Par jeu, par défi ou par pure cruauté, le roi impose au bouffon un jeu étrange : pour un temps, ils inverseront leurs attributs et leurs fonctions. Bon gré, mal gré, le bouffon s'exécute, il y voit une occasion de se venger du Roi car il était lui-même amoureux de la reine  mais il se prend au jeu et, au moment de restituer au roi son sceptre et sa couronne, il les garde et tente de conserver le pouvoir. Le roi le fait alors mettre à mort par son bourreau après que le bouffon a essayé de l'étrangler.